# 朗道金质奖章
朗道金质奖章（俄语：Премия имени Л. Д. Ландау）是俄羅斯科學院及其前身苏联科学院颁发的理论物理最高奖项。它设立于1971年，并以苏联物理学家和诺贝尔物理学奖得主列夫·朗道的名字命名。苏联科学院颁奖时，奖项名为“朗道奖”；1992年，俄罗斯科学院把奖项改名为“朗道金质奖章”。

## 获奖者
- 1971年－弗拉基米尔·格里博夫（英语：Vladimir Gribov）
- 1974年－叶夫根尼·利夫希茨， 弗拉基米尔·别林斯基（英语：Vladimir Belinski） 和 伊萨克·哈拉特尼科夫
- 1977年－阿尔卡季·米格代尔
- 1980年－亞歷山大·古列維奇（英语：Aleksandr Gurevich） 和 列夫·皮塔耶夫斯基（英语：Lev Pitaevskii）
- 1983年－亚历山大·帕塔辛斯基（英语：Alexander Patashinski） 和 瓦列里·波克罗夫斯基（英语：Valery Pokrovsky）
- 1986年－鲍里斯·什克洛夫斯基（英语：Boris Shklovskii） 和 阿列克谢·L·叶夫罗斯（英语：Alexei L. Efros）
- 1989年－阿列克谢·阿布里科索夫 , 列夫·戈尔科夫（英语：Lev Gor'kov） 和 伊戈尔·贾洛申斯基
- 1992年－格里戈里·E·沃洛维克（英语：Grigory E. Volovik） 和 弗拉迪米尔·米内耶夫（英语：Vladimir Petrovich Mineev）
- 1998年－斯巴达克·别利亚耶夫
- 2002年－列夫·奥肯（英语：Lev Okun）
- 2008年－列夫·皮塔耶夫斯基（英语：Lev Pitaevskii）
- 2013年－谢苗·格施泰因
- 2018年－瓦列里·波克罗夫斯基（英语：Valery Pokrovsky）